# Аніта Соколовська
Аніта Соколовська (пол. Anita Sokołowska; нар. 25 січня 1976, Люблін, Польська Народна Республіка) — польська акторка театру і кіно.

## Біографія
Аніта Соколовська народилася в Любліні 25 січня 1976 року. З дитинства захоплювалася танцями і займалася балетом. У 1986 році брала участь у прем'єрній постановці на сцені театру в рідному місті. Брала участь у постановках в театрі Паноптикум.
Закінчила Вищу Державну школу кінематографа, телебачення і театру імені Леона Шіллера в Лодзі. У 2000-2001 роках грала в театрі імені Юліуша Остерви. У 2001-2003 роках, як запрошена акторка, брала участь у постановках на сцені Нового театру в Лодзі. У 2001 році також грала на сцені театру «Дзеркало» в Лодзі. У 2004-2006 роках грала в Сучасному театрі у Варшаві. З 2007 року є акторкою Польського театру в Бидгощі.
Широку популярність здобула після зйомок у серіалах. У 1999 році дебютувала в ролі Стефанії Рудецької / Зузанни Кораб-Рудецької в серіалі «Прокажена» по однойменному роману польської письменниці Гелени Мнішек. Зіграла роль Мілени Латошек в серіалі «Хороші і погані». З 2012 року грає роль Зузани Маркевич в серіалі «Подруги».
Аніта Соколовська була одружена з Рафалом Малиновським, з яким розлучилася в 2009 році. Нині вона перебуває у цивільному шлюбі з театральним режисером і драматургом Бартошем Фронковяком, з яким познайомилася в 2007 році. Від нього має сина Антка.

## Фільмографія
| Рік       |   | Українська назва                                   | Оригінальна назва                                     | Роль                       |
| --------- | - | -------------------------------------------------- | ----------------------------------------------------- | -------------------------- |
| 1953      | с | Телевізійний театр                                 | Teatr Telewizji                                       | Mrs. Sommersside           |
| 1988—2003 | с | Молодята                                           | Miodowe lata                                          | Hania Kalicka              |
| 1999      | с | У добрі та у злі                                   | Na dobre i na zle                                     | Dr. Milena Starska         |
| 2000      | с | Форель                                             | Tredowata                                             | Stefania Rudecka           |
| 2003      | с | Чого бояться чоловіки, або Секс у невеликому місті | Czego sie boja faceci, czyli seks w mniejszym miescie | Joanna                     |
| 2004      | с | Пансіонат під трояндою                             | Pensjonat Pod Róza                                    | Alina                      |
| 2007      | ф | Тестостерон                                        | Testosteron                                           | Kornel's mother            |
| 2010      | с | Готель 52                                          | Hotel 52                                              | Sonia Sawicka              |
| 2012—2015 | с | Правосуддя Агати                                   | Prawo Agaty                                           | Beata Chojecka             |
| 2012—2014 | с | Комісар Алекс                                      | Komisarz Alex                                         | Sylwia Warska              |
| 2012      | с | Подруги                                            | Przyjaciólki                                          | Zuza                       |
| 2012      | с | Місія «Афганістан»                                 | Misja Afganistan                                      | Joanna Biskupska           |
| 2019      | ф | Як вийти заміж за мільйонера                       | Jak poslubic milionepa                                | Marta                      |
| 2020      | с | Осіеска                                            | Osiecka                                               | ZMP Activist at University |
| 2020      | ф | Як стати зіркою                                    | Jak zostać gwiazdą                                    | Malgosia                   |
| 2020      | с | Падіння гігантів                                   | Upadek gigantów                                       | Princess Elizawieta        |
| 2021      | ф | Лють                                               | Furioza                                               | Lawyer                     |
| 2022      | с | Лють                                               | Furioza                                               | Lawyer Malgorzata          |